# Drimys confertifolia
Drimys confertifolia is een plantensoort uit de familie Winteraceae. De soort is endemisch op de Juan Fernández-archipel, een eilandengroep 670 kilometer van de Chileense westkust verwijderd. Daar groeit hij op de eilanden Masatierra en Masafuera, waar hij een dominante soort is in droge laaglandbossen en lagere bergbossen. De soort staat op de Rode Lijst van de IUCN geklasseerd als 'kwetsbaar'.